# Schtscherbani (Poltawa)
Schtscherbani (ukrainisch Щербані; russisch Щербани Schtscherbani) ist ein Dorf im Osten der ukrainischen Oblast Poltawa mit etwa 1800 Einwohnern.

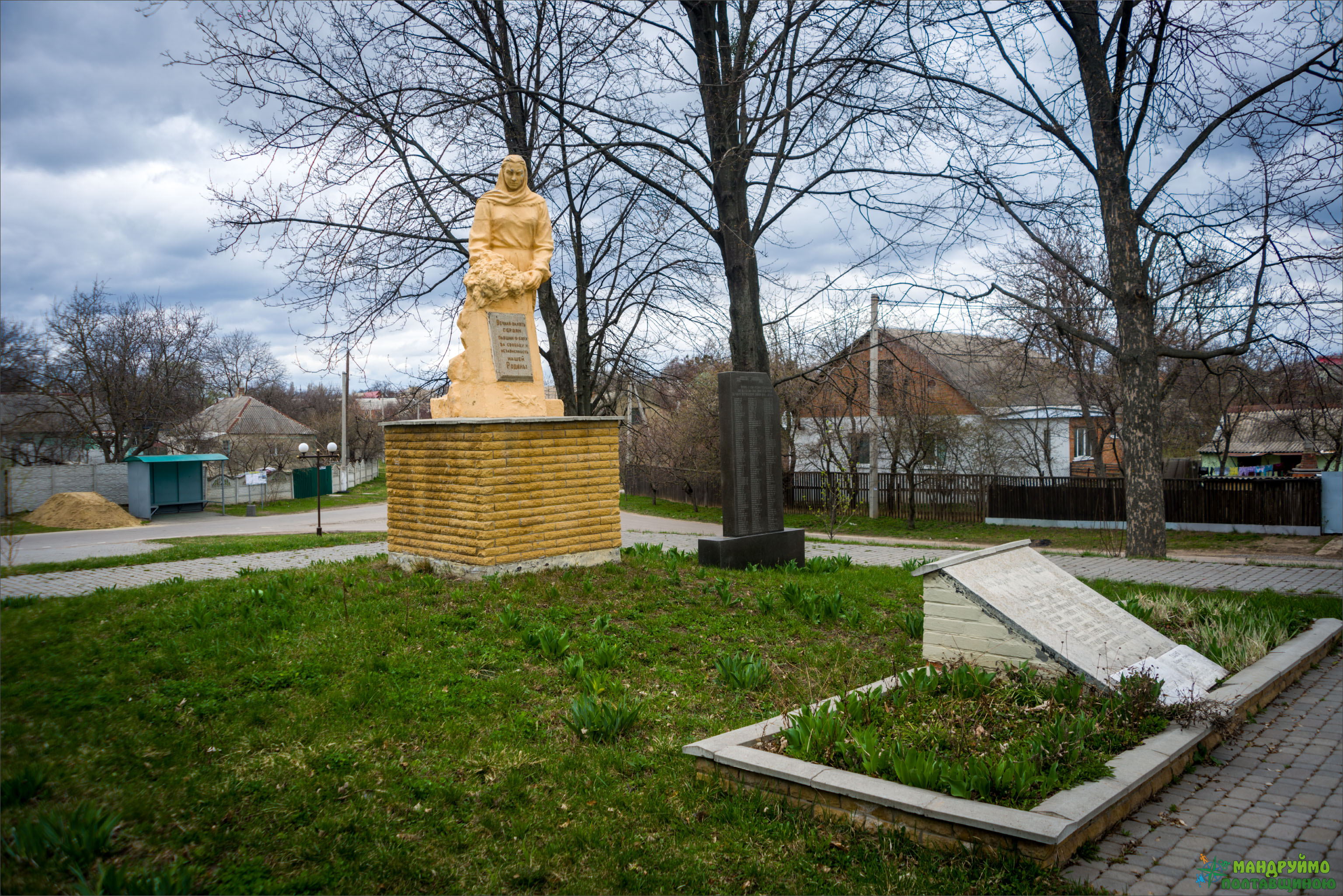
Denkmal im Ort

Das Dorf entstand im 18. Jahrhundert und liegt an einer südlichen Ausfallstraße von Poltawa, 6 Kilometer nordöstlich der Rajons- und Oblasthauptstadt Poltawa.

## Verwaltungsgliederung
Am 7. Juli 2017 wurde das Dorf zum Zentrum der neugegründeten Landgemeinde Schtscherbani (Щербанівська сільська громада/Schtscherbaniwska silska hromada). Zu dieser zählen auch die 14 in der untenstehenden Tabelle aufgelisteten Dörfer, bis dahin bildete es zusammen mit den Dörfern Hora, Horbaniwka, Nyschni Mlyny, Rossoschenzi, Schmyhli und Tjutjunnyky die gleichnamige Landratsgemeinde Schtscherbani (Щербанівська сільська рада/Schtscherbaniwska silska rada) im Zentrum des Rajons Poltawa.
Folgende Orte sind neben dem Hauptort Schtscherbani Teil der Gemeinde:
| Name                     | Name               | Name                                  |
| ukrainisch transkribiert | ukrainisch         | russisch                              |
| ------------------------ | ------------------ | ------------------------------------- |
| Bulanowe                 | Буланове           | Буланово (Bulanowo)                   |
| Hora                     | Гора               | Гора (Gora)                           |
| Horbaniwka               | Горбанівка         | Горбаневка (Gorbanewka)               |
| Kwitkowe                 | Квіткове           | Квитковое (Kwitkowoje)                |
| Malyj Trostjanez         | Малий Тростянець   | Малый Тростянец (Maly Trostjanez)     |
| Nyschni Mlyny            | Нижні Млини        | Нижние Млыны (Nischnije Mlyny)        |
| Nyschni Wilschany        | Нижні Вільшани     | Нижние Ольшаны (Nischnije Olschany)   |
| Poscharna Balka          | Пожарна Балка      | Пожарная Балка (Poscharnaja Balka)    |
| Rossoschenzi             | Розсошенці         | Рассошенцы (Rassoschenzy)             |
| Saposchyne               | Сапожине           | Сапожино (Saposchino)                 |
| Schmyhli                 | Шмиглі             | Шмыгли (Schmygli)                     |
| Tjutjunnyky              | Тютюнники          | Тютюнники (Tjutjunniki)               |
| Welykyj Trostjanez       | Великий Тростянець | Великий Тростянец (Weliki Trostjanez) |
| Wyschtschi Wilschany     | Вищі Вільшани      | Высшие Ольшаны (Wysschije Olschany)   |